# Championnats d'Europe de gymnastique aérobic 2009
Navigation
2007 2011
Les 6es Championnats d'Europe de gymnastique aérobic se sont déroulés à Liberec, en République tchèque, en novembre 2009.

## Podiums
| Épreuves                    | Or | Argent                                                                                                   | Bronze |
| --------------------------- | --- | --- | --- |
| Individuel                  | | | |
| Hommes résultats détaillés  | Ivan Parejo (ESP) | Alexander Kondratichev (RUS)                                                                             | Mircea Zamfir (ROU)                                                                                             |
| Femmes résultats détaillés  | Giulia Bianchi (ITA) | Sara Moreno (ESP)                                                                                        | Aurélie Joly (FRA)                                                                                              |
| Groupes                     | | | |
| Couples résultats détaillés | Roumanie Cristina Nedelcu Tudorel Valentin Mavrodineanu                                                                 | Roumanie Cristina Antonescu Mircea Brînzea                                                               | France Aurélie Joly Julien Chaninet                                                                             |
| Trio résultats détaillés    | Roumanie Tudorel Valentin Mavrodineanu Mircea Zamfir Mircea Brînzea                                                     | France Benjamin Garavel Nicolas Garavel Morgan Jacquemin                                                 | Roumanie Cosmin Muj Petru Porime Tolan Florin Nebunu                                                            |
| Groupes résultats détaillés | Roumanie Tudorel Valentin Mavrodineanu Mircea Zamfir Mircea Brînzea Petru Porime Tolan Florin Nebunu Ferdinand Raileanu | France Julien Chaninet Mathieu Deliers Benjamin Garavel Nicolas Garavel Morgan Jacquemin Gaylord Oubrier | Russie Alexander Kondratichev Anton Shishigin Arseniy Tikhomirov Igor Tryshkov Kiril Lobaznyuk l Mikhil Nazarev |

### Tableau de médailles par nations
| Rang | Nation | Or | Argent | Bronze | Total |
| ---- | ------ | -- | ------ | ------ | ----- |
| 1    | ROU    | 3  | 1      | 2      | 6     |
| 2    | ESP    | 1  | 1      | 0      | 2     |
| 3    | ITA    | 1  | 0      | 0      | 0     |
| 4    | FRA    | 0  | 2      | 2      | 4     |
| 5    | RUS    | 0  | 1      | 1      | 2     |